# Gaël Givet
Gaël Givet-Viaros (Arles, 9 de Outubro de 1981) é um jogador de futebol francês. Atua na posição de zagueiro no Athlétic Club Arles-Avignon, para o qual se transferiu em 2014. Fez parte da Seleção Francesa na Copa do Mundo de 2006, na Alemanha.